# 1209 Pumma
1209 Pumma eller 1927 HA är en asteroid i huvudbältet, som upptäcktes 22 april 1927 av den tyske astronomen Karl Wilhelm Reinmuth i Heidelberg. Den har fått sitt namn efter en släkting till den tyske astronomen Albrecht Kahrstedt.
Asteroiden har en diameter på ungefär 26 kilometer och den tillhör asteroidgruppen Hygiea.